# 日本工営都市空間
日本工営都市空間（にほんこうえいとしくうかん、英: Nippon Koei Urban Space Co., Ltd）は、1950年（昭和25年）創立の愛知県名古屋市に本社を置く総合建設コンサルタント。

## 概要
「都市計画コンサルタント」として、都市整備部門の売り上げでは長年国内トップ3にランキングされる実績を有する業界最大手。特に愛知県、岐阜県、静岡県などの東海地方に強みを持つ。都市整備部門のなかでは、土地区画整理、測量、各種計画・設計（道路、河川、上水道・下水道、廃棄物処理施設、公園）、環境関連事業（環境アセスメント、環境計画、海洋調査など）、防災関連事業（地質調査、地盤調査など）、情報関連事業（GIS、航空測量など）を展開している。
バブル経済崩壊後の土地価格の下落による不動産関係の含み損に加えて、公共事業削減や同業者との競争激化などにより経営状態が悪化。
2004年（平成16年）12月24日、産業再生機構による支援が決定。スポンサー企業として、日本最大手の建設コンサルタントで海外事業にも強みを持つ日本工営が決定し、その後同社の完全子会社となった。これにより、主要取引銀行であるUFJ銀行（現・三菱UFJ銀行）の80億円の債権放棄が了承された。なお、その他の銀行にも合わせて50億円の債権放棄が了承された。

## 沿革
- 1951年（昭和26年）10月 - 有限会社稲垣測量事務所として設立。
- 1953年（昭和28年）7月 - 商号を有限会社玉野測量事務所に変更。「玉野」の名は、愛知県名古屋市を流れる庄内川を春日井市付近では玉野川と呼び、これが名古屋を潤して伊勢湾に注ぐことから、将来の発展を期してつけられたとされる。
  - その後、1960年（昭和35年）にかけて、名古屋市内の戦災復興絡みの土地区画整理事業を多数手がけるとともに、黒四ダム、名神高速道路等の国家プロジェクト的事業を手がけ急成長。
- 1961年（昭和36年）5月 - 有限会社から株式会社に改組し、玉野測量株式会社に変更。
- 1963年（昭和38年）11月 - 社名を玉野測量設計株式会社に変更。このころから静岡を皮切りに前橋、沖縄、福岡、大阪等に支店を開設し、設計、航空測量、海洋、地質、環境等の事業を展開する。
- 1981年（昭和56年）10月 - 社名を玉野総合コンサルタント株式会社に変更。
- 2004年（平成16年）12月 - 産業再生機構による支援決定。
- 2005年（平成17年）5月 - 簡易株式交換により日本工営の完全子会社となる。
- 2022年（令和4年）7月 - 日本工営の都市空間事業と統合し、社名を日本工営都市空間株式会社に変更。

## 事業所
- 本社所在地 - 愛知県名古屋市東区
- 支店 - 仙台、東京、静岡、大阪、福岡

## 関連会社
- 愛知玉野情報システム株式会社
- 株式会社玉野エコスト
- 株式会社葵